# Emerine Kabanshi
Emerine Kabanshi (* 27. November 1964) ist eine sambische Politikerin der Patriotic Front (PF).

## Leben
Emerine Kabanshi war nach Ausbildungsgängen für Tierzucht und Tierfütterung als Technologin in der Viehzucht tätig. Sie wurde bei den Wahlen 2011 als Kandidatin der Patriotic Front (PF) erstmals zum Mitglied der Nationalversammlung Sambias gewählt sowie bei der Wahl am 11. August 2016 wiedergewählt und vertritt den Wahlkreis Luapula.
Im Juli 2012 wurde sie von Präsident Michael Sata zur Ministerin für Tourismus und Künste sowie zur Ministerin für Kommunalverwaltung und Wohnungsbau in dessen Kabinett berufen. Im März 2014 übernahm sie den Posten als Ministerin für Gemeindeentwicklung, Mutter- und Kindgesundheit. Nach dem Tode Satas am 28. Oktober 2014 behielt sie dieses Amt auch im Kabinett dessen kommissarischen Nachfolgers Guy Scott sowie im Kabinett von Edgar Lungu, der am 25. Januar 2015 das Amt des Präsidenten übernahm. Im August 2016 schied sie zunächst aus der Regierung aus und war kurzzeitig Hinterbänklerin. Im Zuge einer Regierungsumbildung wurde sie jedoch bereits im September 2015 zur Ministerin für Gemeindeentwicklung und soziale Dienste in das Kabinett Lungu zurückberufen.